# 23 (rapper)
Karim Abdel Zerzour Rantatupa được biết đến với nghệ danh 23, sinh ra ở Stockholm, là một rapper người Thụy Điển-Maroc. Anh đã phát hành 2 album và một số đĩa đơn.
Vào tháng 1 năm 2022, 23 đã phát hành đĩa đơn "Länge leve vi" đã lan truyền trên ứng dụng Tiktok, và đứng đầu bảng xếp hạng Spotify "Top 50 - Thụy Điển".

## Danh sách đĩa nhạc

### Album phòng thu
- 2022 – Selfmade
- 2021 – Feelings
- 2021 – 08 ZOO

### Đĩa đơn
- 2023 – Feeling myself
- 2022 – More Life
- 2022 – Thug Part 2
- 2022 – Länge leve vi
- 2021 – Regnar
- 2021 – Paranoia
- 2021 – Beauty & The Beast
- 2021 – Savastano
- 2021 – Bestie
- 2021 – Malamore
- 2021 – Mayday
- 2021 – Trendsetter
- 2021 – Scorpio (Remix)
- 2021 – 200 Zips
- 2021 – Scorpio
- 2020 – Gomorra
- 2020 – Kalla nätter
- 2020 – Adressen